# 室女座44
室女座44，又名BD-03 3384，HD 112846、SAO 139086、HR 4921，是室女座的一颗恒星，视星等为5.79，位于銀經306.92，銀緯59，其B1900.0坐标为赤經12h 54m 30.3s，赤緯-3° 59′ 21″。